# Colectivo Socialista
El Colectivo Socialista és una organització política gallega que forma part del Bloque Nacionalista Galego. Tenia al voltant de 150 militants en 2002. Els seus dirigents són Mario López Rico i Francisco Trigo Durán. Quan el Partido Socialista Galego va decidir no integrar-se en el BNG en 1983, un grup de militants disconformes van formar el Colectivo Socialista, ingressant en el BNG. Aquest grup sempre va donar suport al lideratge de Xosé Manuel Beiras El col·lectiu es va dissoldre el 2012.